# Liste der Biografien/Ism
Liste der Biografien |
Portal Biografien |
Personensuche
# |
A |
B |
C |
D |
E |
F |
G |
H |
I |
J |
K |
L |
M |
N |
O |
P |
Q |
R |
S |
T |
U |
V |
W |
X |
Y |
Z |
?
 
Ia |
Ib |
Ic |
Id |
Ie |
If |
Ig |
Ih |
Ii |
Ij |
Ik |
Il |
Im |
In |
Io |
Ip |
Iq |
Ir |
Is |
It |
Iu |
Iv |
Iw |
Ix |
Iy |
Iz
 
Isa |
Isb |
Isc |
Isd |
Ise |
Isf |
Isg |
Ish |
Isi |
Isj |
Isk |
Isl |
Ism |
Isn |
Iso |
Isp |
Isr |
Iss |
Ist |
Isu |
Isw |
Isy
Die Liste der Biografien führt alle Personen auf, die in der deutschsprachigen Wikipedia einen Artikel haben. Dieses ist eine Teilliste mit 128 Einträgen von Personen, deren Namen mit den Buchstaben „Ism“ beginnt.

## Ism

### Isma
- Išma-ia, sumerischer Gelehrter, Mathematiker
- Ismael, Luís (* 1971), portugiesischer Schauspieler und Filmregisseur
- Ismaël, Valérien (* 1975), französisch-deutscher Fußballspieler und -trainer
- Ismaghambetow, Änuar (* 1986), kasachischer Schachspieler
- Ismagilow, Sinfer Rischatowitsch (1947–2023), russischer Chemiker und Hochschullehrer
- Ismah Chatun, türkisch-seldschukische Prinzessin
- Ismahilow, Sajid (* 1978), ukrainischer islamischer Geistlicher und Politiker
- Ismaik, Hasan (* 1977), jordanischer Geschäftsmann und Investor
- Ismail al-Adschami († 1130), Oberhaupt der Ismailiten in Syrien
- Ismail al-Wali (1793–1863), sudanesischer Sufi-Scheich und Ordensgründer
- Ismail Bey († 1791), Emir der Mamluken und Regent in Ägypten
- Ismail bin Omar Abdul Aziz (1911–1994), bruneiischer Vizemufti von Johor, Chefkadi von Johor und Mufti Negara Brunei (Staatsmufti von Brunei)
- İsmail Hakki Bey († 1927), osmanischer Komponist und Musiker
- İsmail Hakkı Bursevî (1653–1725), osmanischer Mystiker, Gelehrter (Koranexeget), Musiker und Dichter aus dem Dschelweti-Orden
- Ismail I. (1279–1325), Emir von Granada
- Ismail I. (1487–1524), iranischer Schah (Dynastie der Safawiden), hoher Geistlicher des SafawiyyaIsmail I. (1487–1524)

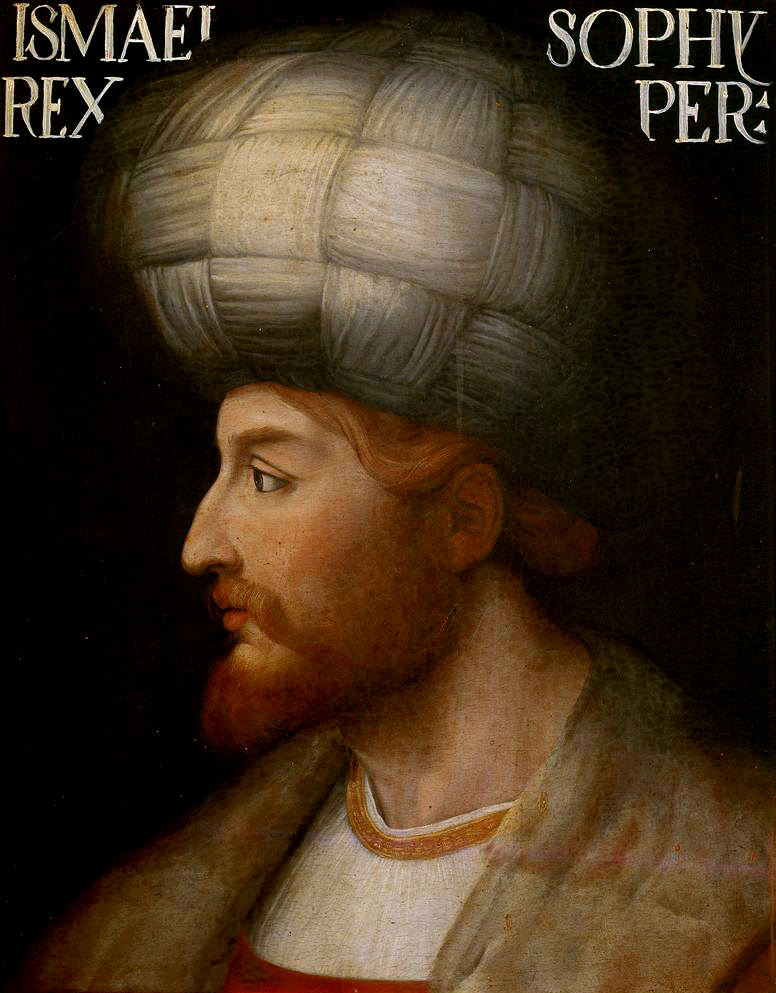
Ismail I. (1487–1524)

- Ismāʿīl ibn Dschaʿfar, Imam der Siebener-Schiiten oder Ismailiten
- Ismail Ibrahim, Mohamed (* 1997), dschibutischer Langstreckenläufer
- Ismail II. (1339–1360), Emir von Granada (1359–1360)
- Ismail II. (1537–1577), zweiter Schah der Safawidendynastie
- Ismail III. († 1773), letzter safawidischer Schah von Persien ohne wirkliche Macht
- Ismail Marjan (1920–1991), singapurischer Badmintonspieler
- Ismail Nasiruddin Shah († 1979), 15. Sultan von Terengganu und 4. malaysischer Wahlkönig (1965–1970)
- Ismail Pascha (1830–1895), Wali (bis 1867) bzw. Khedive (ab 1867) von Ägypten (1863–1879)Ismail Pascha (1830–1895)

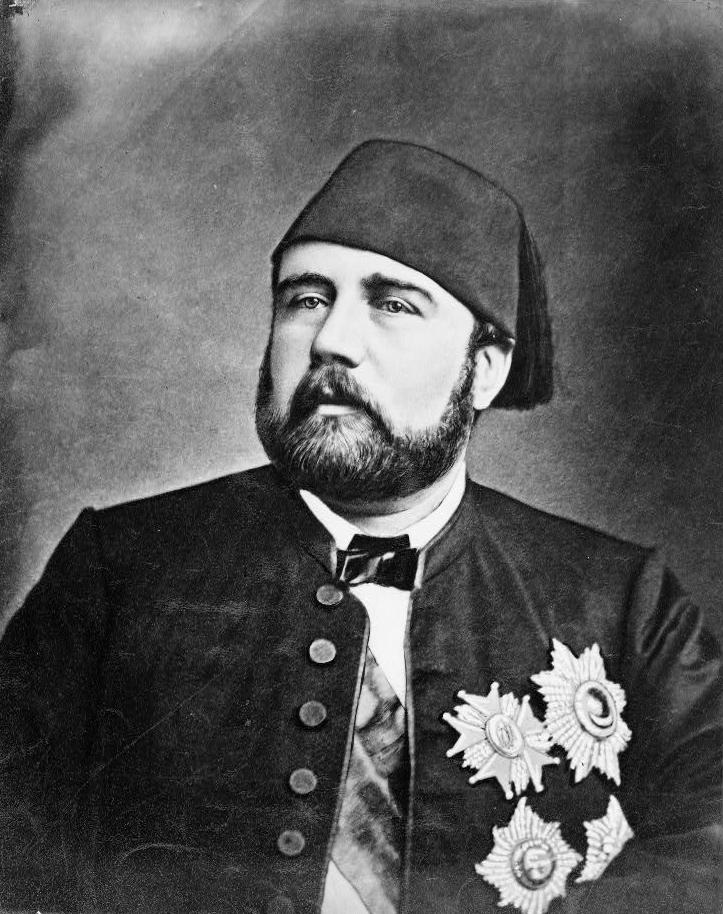
Ismail Pascha (1830–1895)

- Ismail Sabri Yaakob (* 1960), malaysischer Politiker
- Ismail Samani (849–907), Samaniden-Emir von Transoxanien (892–907) und Chorasan (900–907)
- İsmail YK (* 1978), türkischer Popmusiker
- Ismail, Abd al-Fattah (1939–1986), jemenitischer Politiker (Jemenitische Sozialistische Partei), Präsident des Südjemen (1978–1980)
- Ismail, Afa (* 1993), maledivische Leichtathletin
- Ismail, Ahmed (* 1975), ägyptischer Boxer
- Ismail, Ahmed Tarek (* 1997), ägyptischer Hammerwerfer
- Ismail, Atik (* 1957), finnischer Fußballspieler
- Ismail, Dhurgham (* 1994), irakischer Fußballspieler
- Ismail, Edna Adan (* 1937), Politikerin und Frauenrechtsaktivistin aus Somaliland
- Ismail, Eusoff Agaki (* 1949), bruneiischer Politiker
- Ismail, Fakhri (* 1991), bruneiischer Leichtathlet und Fußballspieler
- Ismail, Gamal Ali Fouad (* 1950), ägyptische Mathematikerin
- Ismail, Gulalai (* 1986), pakistanische Friedens- und Menschenrechtsaktivistin
- Ismail, Hamid (* 1987), katarischer Fußballspieler
- Ismail, Haroon (* 1955), simbabwischer Tennisspieler
- Ismail, Ismail Ahmed (* 1984), sudanesischer Mittelstreckenläufer
- Ismail, Jaseel P. (* 1972), indischer Badmintonspieler
- Ismaïl, Lula Ali (* 1978), dschibutisch-kanadische Filmemacherin
- Ismail, Mahmood (* 1988), sudanesischer Fußballschiedsrichter
- Ismail, Maisa Fathuhulla (* 1999), maledivische Badmintonspielerin
- Ismāʿil, Muhammad (* 1946), afghanischer Politiker
- Ismail, Muhammad Hafez (1919–1997), ägyptischer Militär und Diplomat
- Ismail, Muhammad Hakimi (* 1991), malaysischer Dreispringer
- Ismāʿīl, Muhammad ibn, Sohn von Ismail ibn Dschafar, des 7. Imams der Ismailiten (Siebener-Schiiten)
- Ismail, Muhammad Zulfiqar (* 2000), malaysischer Sprinter
- Ismail, Mustafa (1905–1978), ägyptischer Koranrezitatoren
- Ismail, Mustafa Osman (* 1955), sudanesischer Politiker und Persönlichkeit des Islam
- Ismail, Nermin (* 1991), österreichische Journalistin und Autorin
- Ismail, Salma (1918–2014), malaysische Ärztin
- Ismail, Samir, kuwaitisch-palästinensischer Arzt
- Ismail, Scherif (1955–2023), ägyptischer Ingenieur und Politiker
- Ismail, Shabnim (* 1988), südafrikanische Cricketspielerin
- Ismail, Shawkat Mullah (* 1937), kurdischer ehemaliger Peshmerga-Kommandant
- Ismail, Taufiq (* 1935), indonesischer Schriftsteller
- Ismail, Wan Azizah Wan (* 1952), malaysische Politikerin
- Îsmaîl, Xurto Hecî (1933–2020), irakischer Geistlicher, geistliches Oberhaupt der Jesiden
- Ismail-Zadeh, Alik (* 1961), mathematischer Geophysiker
- Ismaila, Halimat (* 1984), nigerianische Leichtathletin
- Ismaila, Origbaajo (* 1998), nigerianischer Fußballspieler
- Ismailat, Samer (* 1982), deutscher Basketballspieler
- Ismailcebioglu, Haris (* 2003), österreichischer Fußballspieler
- Ismailciuc, Simion (1930–1986), rumänischer Kanute
- Ismaili, Anisa (* 1972), albanisch-kosovarische Schauspielerin
- Ismaili, Argtim (* 1999), schweizerisch-nordmazedonischer Fussballspieler
- Ismaili, Emin (* 1982), kosovarischer Fußballspieler
- Ismaili, Fisnik (* 1973), kosovo-albanischer Designer und Politiker
- Ismaili, Florijana (1995–2019), Schweizer Fussballspielerin
- Ismaili, Hysni (* 1963), nordmazedonischer Mediziner und Politiker
- Ismaili, Shaban (* 1989), mazedonischer Fußballspieler
- Ismaili, Vait (* 1988), österreichisch-mazedonischer Fußballspieler
- Ismaili, Valbona (* 2003), deutsche Volleyballspielerin
- Ismailova, Saodat (* 1981), usbekische Filmregisseurin
- Ismailow, Abdulchakim Issakowitsch (1916–2010), sowjetischer Soldat, der die Siegesfahne auf dem Reichstag hisste
- Ismailow, Alexander Jefimowitsch (1779–1831), russischer Schriftsteller
- Ismailow, Enwer (* 1955), ukrainischer Volks- und Jazz-Gitarrist
- Ismailow, Gerassim Grigorjewitsch (* 1745), russischer Steuermann und Forschungsreisender
- Ismailow, Korman (* 1972), bulgarischer Politiker
- Ismailow, Lew Wassiljewitsch (1685–1738), russischer Offizier und Diplomat
- Ismailow, Marat Nailewitsch (* 1982), russischer Fußballspieler
- Ismailow, Nikolai Fjodorowitsch (1891–1971), russischer Revolutionär und später Funktionär in Sowjetrussland
- Ismailow, Pjotr Nikolajewitsch (1906–1937), sowjetischer Schachspieler
- Ismaily (* 1990), brasilianischer Fußballspieler
- Ismaily, Shahzad, US-amerikanischer Bassist und Komponist
- Ismair, Bettina (* 1962), deutsche Gründerin der Initiative „Offenes Haus – Offenes Herz“
- Ismajli, Adelina (* 1979), kosovarische Pop-Sängerin und FotomodellAdelina Ismajli (* 1979)

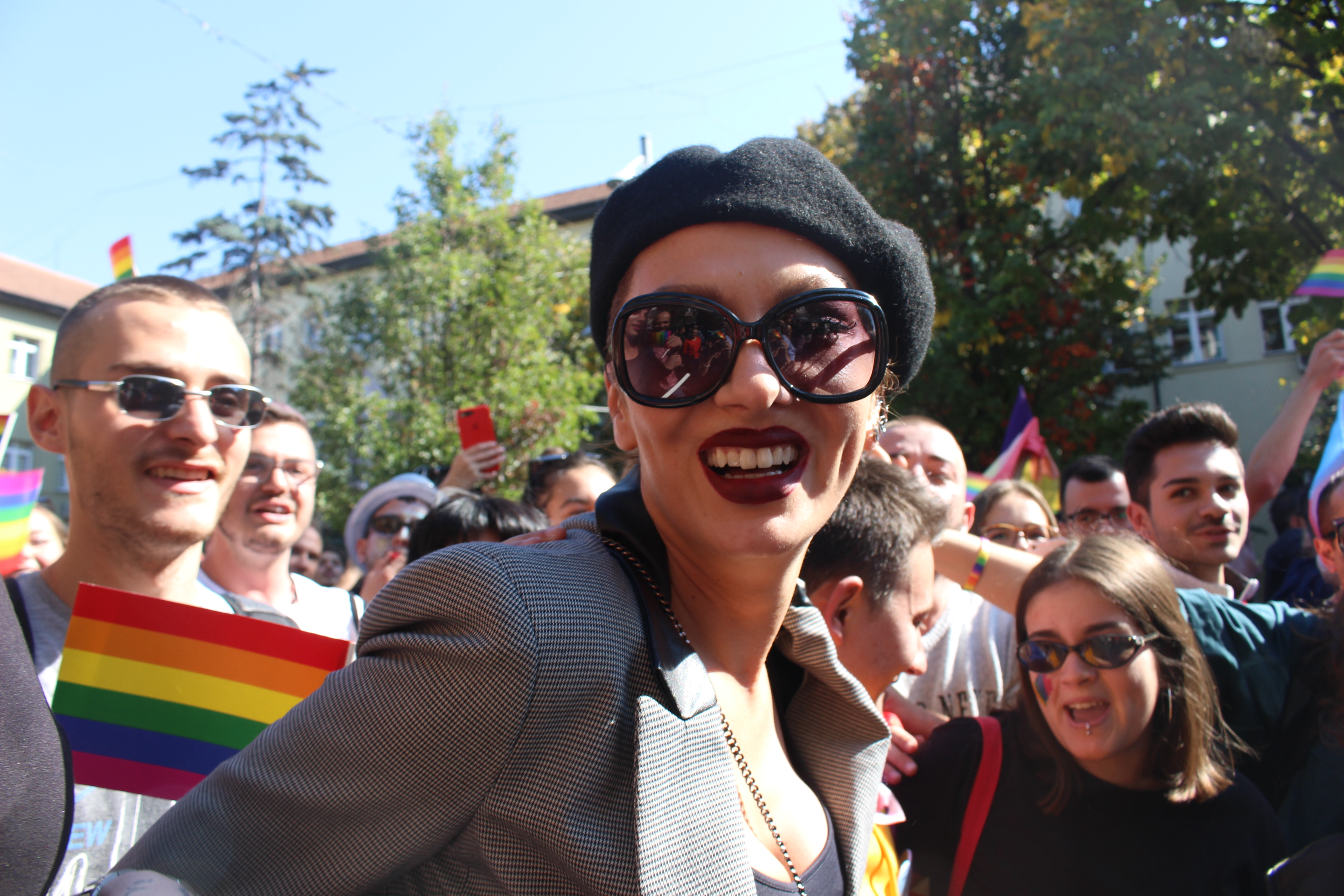
Adelina Ismajli (* 1979)

- Ismajli, Ardian (* 1996), albanisch-kosovarischer Fußballspieler
- Ismajli, Dzezahir (* 2000), nordmazedonischer Fußballspieler
- Ismajli, Gentiana (* 1984), kosovarische Pop-Sängerin
- Ismajli, Zanfina (* 1985), kosovarische Pop-Sängerin
- Ismajlovic, Robert (* 1975), Schweizer Model und Schauspieler
- Ismanow, Sultan (* 2004), kirgisischer Eishockeyspieler
- Ismar, Nathan (* 1999), französischer Hochspringer
- Ismatullayev, Akbar (* 1991), usbekischer Fußballspieler
- Ismatullayeva, Barno (* 1991), usbekische Opernsängerin (Sopran)
- Ismaun, Kamal, malaysischer Diplomat
- Ismay, Hastings, 1. Baron Ismay (1887–1965), britischer Politiker, Diplomat und General
- Ismay, J. Bruce (1862–1937), Direktor der White Star LineJ. Bruce Ismay (1862–1937)

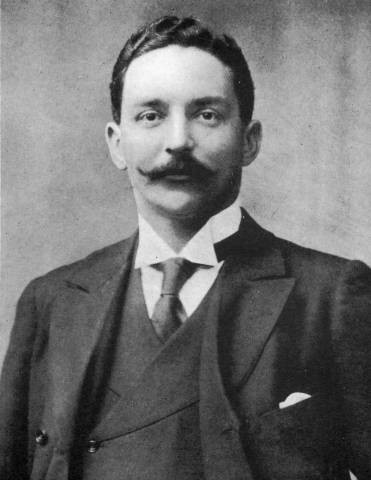
J. Bruce Ismay (1862–1937)

- Ismay, Thomas (1837–1899), britischer Reeder
- İsmayılov, Əjdər (* 1938), aserbaidschanischer Philologe und Politiker
- İsmayilov, Daniyar (* 1992), turkmenisch und türkischer Gewichtheber
- Ismayılov, Telman (* 1956), aserbaidschanisch-russischer Unternehmer
- Ismayılova, Mənzər, aserbaidschanische Pfarrerin
- İsmayılova, Olqa (* 1985), aserbaidschanische Bahnradsportlerin
- İsmayılova, Rəna (* 1950), aserbaidschanische Organistin und Musikpädagogin
- İsmayılova, Xədicə (* 1976), aserbaidschanische Journalistin
- Ismayr, Günter (* 1938), deutscher Orgelbauer
- Ismayr, Rudolf (1908–1998), deutscher Gewichtheber
- Ismayr, Wolfgang (* 1942), deutscher Politologe, Professor für Deutsche Regierungssysteme an der TU Dresden

### Isme
- Išme-Dagan, Herrscher von Mari
- Išme-Dagan († 1935 v. Chr.), König von Babylonien
- Išme-Dagan I., assyrischer König
- Išme-Dagan II., 58. assyrischer König
- Ismenias, antiker griechischer Maler
- Ismenias († 382 v. Chr.), böotischer Politiker und Feldherr
- Ismenos, attisch-schwarzfiguriger Vasenmaler
- Ismer, Roland (* 1974), deutscher Steuerrechtler
- Ismer, Rolf (1913–1984), deutscher Politiker (CDU), MdL

### Ismi
- İsmihan Sultan († 1585), Gemahlin des osmanischen Großwesirs Sokollu Mehmed Pascha
- Ismit, Anaqi (* 2001), singapurischer Fußballspieler

### Ismo
- Ísmodes, Damián (* 1989), peruanischer Fußballspieler
- Ismoilov, Anzur (* 1985), usbekischer Fußballspieler
- Ismoilov, Oybek (* 1976), usbekischer Militär

### Ismu
- Ismuchambetow, Baqtyqoscha (* 1948), kasachischer Politiker